# Vallone di La Thuile
Il Vallone di La Thuile (in francese, Vallon de La Thuile) è una valle laterale della Valle d'Aosta, che prende il nome dal comune di La Thuile.

## Geografia
La valle si dirama dalla valle principale all'altezza dell'abitato di Pré-Saint-Didier e termina al colle del Piccolo San Bernardo. La parte inferiore è una stretta gola (Gouffre de Verney), mentre la parte superiore, dove si trova la maggior parte degli insediamenti umani, si allarga notevolmente.
È solcata dalla Dora di Verney, tributario di destra della Dora Baltea, che scende dal colle del Piccolo San Bernardo dopo aver formato il lago Verney. Subito prima dell'inizio della gola riceve da destra la Dora del Ruitor, che scende dall'omonimo ghiacciaio, formando alcuni laghi glaciali e tre cascate.

### Monti

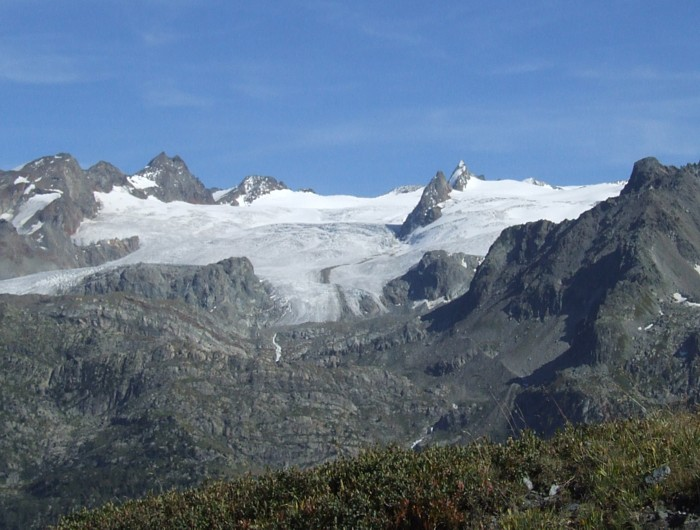
Ghiacciaio del Rutor e Testa del Rutor

- Testa del Rutor - 3.486 m
- Monte Paramont - 3.301 m
- Berio Blanc - 3.258 m
- Grand Assaly - 3.174 m
- Punta Lechaud - 3.128 m
- Mont Miradivi - 3.066 m
- Lancebranlette - 2.933 m
- Bella Valletta - 2.811 m
- Mont Fortin - 2.758 m

### Centri abitati
- La Thuile

### Laghi

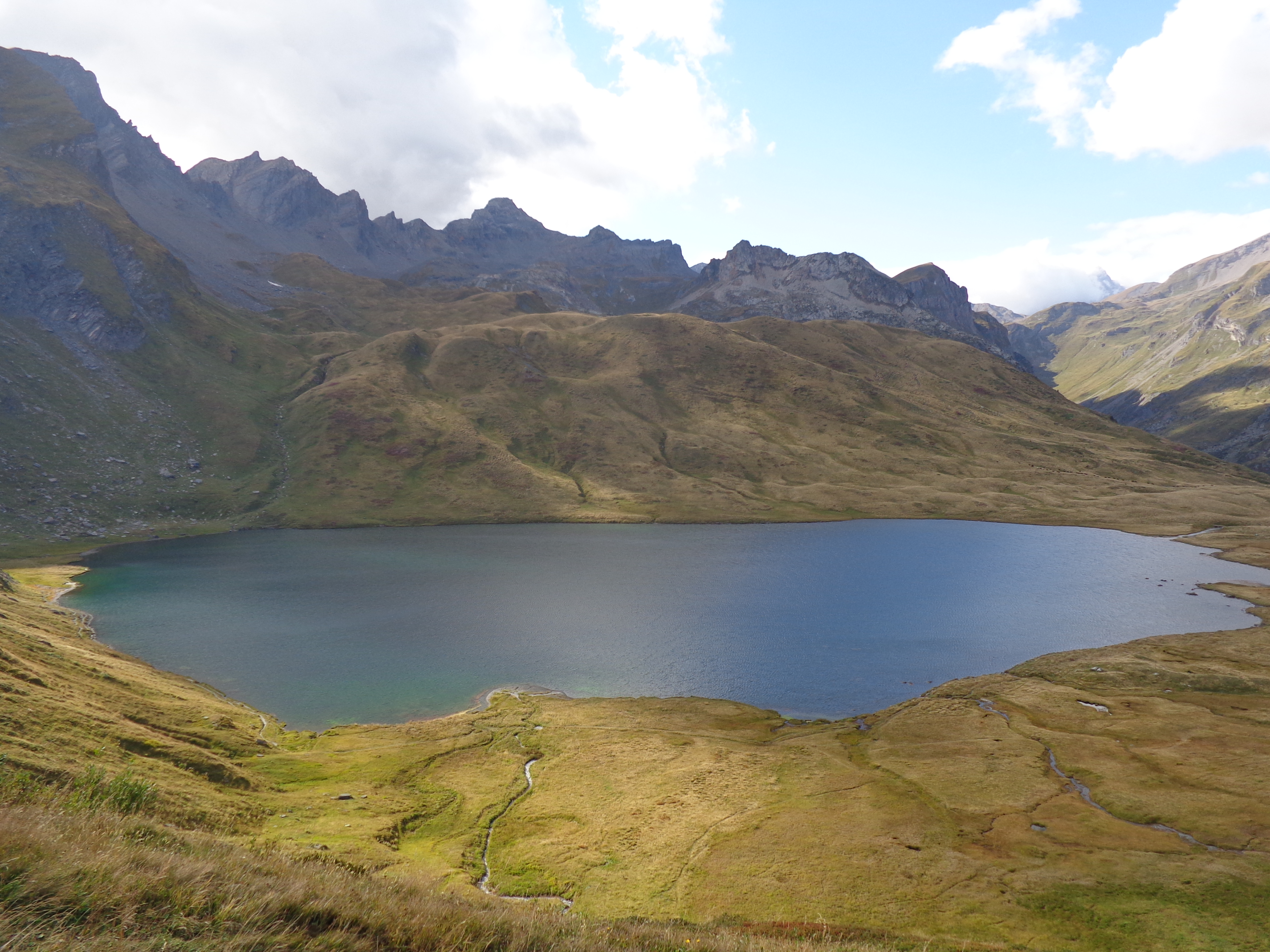
Il lago Verney.

Il vallone è ricco di tanti laghi alpini. Eccone un elenco dei principali:
- Lago Verney - 2.089 m
- Lac du Verney dessus - 2.293 m
- Lac du Tormotta - 2.486 m
- Lacs de la Bellecombe - 2.347 m e 2.400 m
- Lacs du vallon des Ponteilles - 2.551 m e 2.660 m
- Lac du vallon des Orgères - 2.382 m
- Lacs du glacier d'Arguerey - 2.438 m, 2.678 m e 2.725 m
- Lacs du glacier du Breuil - 2.637 m e 2.740 m
- Lacs du glacier des Chavannes - 2.631 m, 2.698 m e 2.714 m
- Lac du Rutor - 2.423 m
- Lac des Saracs - 2.388 m
- Lac Glacial Marginal - 2.503 m
- Lacs Neufs - 2.552 m
- Lac Gris - 2.532 m
- Lac Vert - 2.535 m

## Valichi
- Colle di San Grato - 3.300 m - verso la Valgrisenche
- Col de la Crosatie - 2.826 m - verso la Valgrisenche
- Col des Chavannes - 2.603 m - verso la val Veny
- Col de la Lex Blanche - 2.570 m - verso la Francia
- colle del Piccolo San Bernardo - 2.188 m - verso la Francia

## Turismo

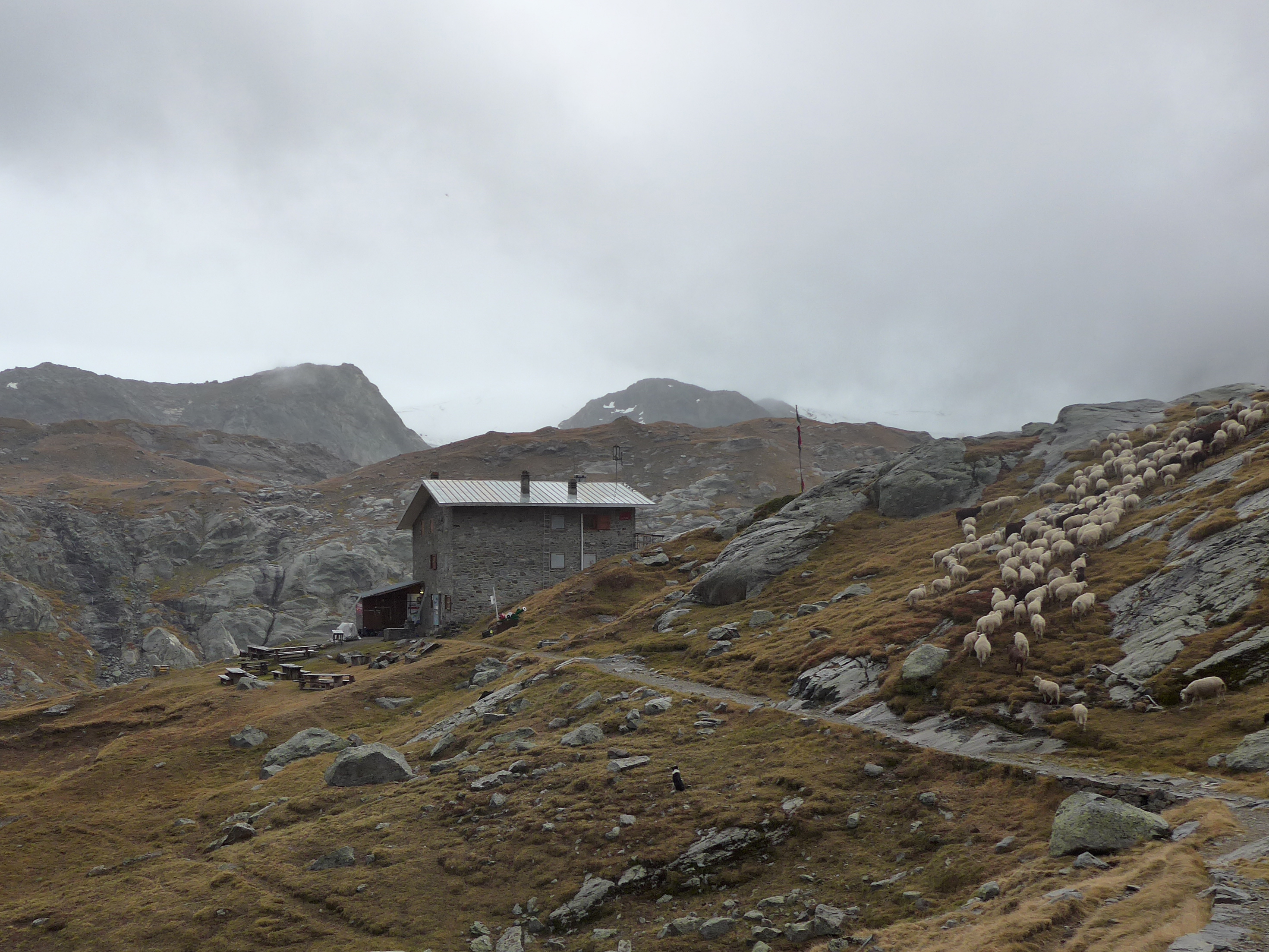
Rifugio Albert Deffeyes

Per favorire l'ascensione ai monti della valle e l'escursionismo in alta quota la valle è dotata di alcuni rifugi alpini:
- Rifugio Albert Deffeyes - 2.494 m
- Bivacco Cosimo Zeppelli - 2.275 m

La valle è inoltre attraversata dall'Alta via della Valle d'Aosta n. 2.